# 9539 Prishvin
A 9539 Prishvin (ideiglenes jelöléssel 1982 UE7) a Naprendszer kisbolygóövében található aszteroida. Ljudmila Georgijevna Karacskina fedezte fel 1982. október 21-én.